# Чепурин, Геннадий Ефимович
Геннадий Ефимович Чепурин (1 августа 1936 — 26 декабря 2020) — советский и российский учёный в области механизации сельскохозяйственного производства, член-корреспондент РАСХН (1993), член-корреспондент РАН (2014).

## Биография
Родился 01.08.1936 г. в д. Черпия Уватского района Тюменской области. Окончил Новосибирский СХИ (1962).
- 1962—1963 — преподаватель Чистоозерского училища механизации;
- 1963—1968 — старший, ведущий инженер, старший научный сотрудник Сибирского филиала Всероссийского НИИ механизации сельского хозяйства (ВИМ).
- 1970—2006 — старший научный сотрудник, заведующий лабораторией, в 1978—1991 заведующий отделом, в 1991—2006 директор Сибирского НИИ механизации и электрификации сельского хозяйства.
- 2002—2006 — заместитель председателя по научной работе Сибирского отделения РАСХН,
- с 2006 г. — заместитель директора ФГБНУ «Сибирский НИИ механизации и электрификации сельского хозяйства».

Доктор технических наук (1985), профессор (1986), член-корреспондент РАСХН (1993), член-корреспондент РАН (2014).

## Награды
Заслуженный деятель науки и техники Российской Федерации (1995). Награждён орденом Почёта, медалью «Ветеран труда», серебряной медалью ВДНХ.

## Публикации
Автор (соавтор) 40 книг и брошюр, из них 8 монографий. Получил 35 авторских свидетельств на изобретения.
- Операционная технология уборки зерновых культур: для условий Зап. Сибири / соавт.: Г. В. Сурилов, В. В. Попов. — Новосибирск: Зап. Сиб. кн. изд-во, 1976. — 134 с.
- Проектирование технологического процесса и инженерного обеспечения уборки зерновых культур: метод. рекомендации / соавт.: Т. Т. Вольф и др.; ВАСХНИЛ. Сиб. отд-ние. — Новосибирск, 1980. — 134 с.
- Система машин для комплексной механизации растениеводства в Сибири на 1981—1985 гг.: метод. рекомендации / соавт.: Б. Д. Докин и др.; Сиб. НИИ механизации и электрификации сел. хоз-ва. — Новосибирск, 1982. — 357 с.
- Технологическое обеспечение комбайновой уборки зерновых: для условий Зап. Сибири. — М.: Россельхозиздат, 1987. — 144 c.
- Инженерно-технологическое обеспечение процесса уборки зерновых в экстремальных условиях / Сиб. НИИ механизации и электрификации сел. хоз-ва. — Новосибирск, 2000. — 227 с.
- Агроинженерная наука и сельхозмашиностроение в Сибири / соавт.: В. А. Стремнин и др.; Сиб. НИИ механизации и электрификации сел. хоз-ва.- Новосибирск, 2003. — 350 с.
- Энерговлагосберегающая техника для минимальной и нулевой обработки почв в Сибири / МСХ РФ. — М.: Росинформагротех, 2004. −129 с.
- Системы ведения производства в сельскохозяйственных организациях Сибири: метод. рекомендации / соавт.: А. С. Донченко и др. — Новосибирск, 2007. — 346 с.
- Научно-методические основы развития инновационной деятельности в области инженерной сферы АПК и сельхозмашиностроения: моногр. / ГНУ Сиб. НИИ механизации и электрификации сел. хоз-ва. — Новосибирск, 2011. — 170 с.
- Основные термины и определения, используемые в исследованиях по механизации производства сельскохозяйственной продукции / Сиб. НИИ механизации и электрификации сел. хоз-ва. — Новосибирск, 2014. — 170 с.